# Nicolas Moreau-Delacquis
 (septembre 2020).
Si vous disposez d'ouvrages ou d'articles de référence ou si vous connaissez des sites web de qualité traitant du thème abordé ici, merci de compléter l'article en donnant les références utiles à sa vérifiabilité et en les liant à la section « Notes et références ».
 (avril 2024).
Il peut être nécessaire de l'améliorer pour respecter le principe de neutralité de point de vue. Veuillez consulter la page de discussion pour plus de détails.

Nicolas Moreau-Delacquis, né le 22 novembre 1965 à Paris, est journaliste dans l'univers du cyclisme et du tourisme depuis les années 1990. Après avoir vécu dans la cité impériale de Compiègne en Picardie de 2001 à 2010, il réside désormais à Granville dans la Baie du Mont Saint-Michel en Normandie. C'est un descendant d'Émile Riotteau armateur de terre-neuvas et maire de Granville en 1882 (député, sénateur, conseiller général...).
Depuis 2004, il est également l'auteur d'ouvrages et de guides pratiques sur le vélo et le tourisme.

## Activités journalistiques
- Reporter à Cyclo Passion (1994-2009)
- Rédacteur pour Le Cycle (1989-1996)
- Collaborations pour Camping-Car Magazine[1](2017-2025), Esprit Camping Car[2] (2008-2017), Le Cycle[3] (2016-2018), Cyclosport Magazine (2010-2014) Site Internet www.velovelo.com Web Rédacteur pour Régicamp (2020-2024)
- Mais aussi pour Voyages à l'Ouest (2023-2024), Ouest-France (2023), XCountry (2012), Youboat (2011-2012), Vélo Un (1996-2000), Vélo Tonic (1996), Vélo Magazine (1995-1996), L'Équipe (1995), Cyclisme International (1994), La France Cycliste (1993-1997), L'Ordinateur Individuel (1992), Défis (1991-1992), France-Soir Est (1991)
- Articles et dossiers dans la PQR : La Presse de la Manche (1989) et Nord Matin (1989-1991)
- Reporter militaire à Terre Magazine (1990-1991)

## Formation
- 1984-1988 : Maîtrise d'Arts Plastiques à Paris 1
- 1988-1990 : Licence de Journalisme au Celsa-Paris IV